# Vaya con Dios (canción)
Vaya con Dios es una canción popular tipo bolero escrita por Larry Russell, Inez James, y Buddy Pepper, y grabado por Anita O'Día en diciembre de 1952. Miembros de los Escritores Occidentales de América lo escogieron como número uno de la lista de las 100 mejores canciones de todos los tiempos.

## Trasfondo
La versión popular de la canción fue grabada por Les Paul y Mary Ford. La grabación fue editada por Capitol Registros en el  catálogo número 2486 con "Johnny (Es el Chico Para mí)" como la cara B en mayo de 1953. Primero logró la revista de Cartelera el título de  Mejor Vendedor el 13 de junio de 1953 y duró 31 semanas en la lista, logrando número uno el 8 de agosto y quedando en el número uno durante un total de 11 semanas no consecutivas. La canción logró también el número uno en recaudaciones durante cinco semanas.
En el Reino Unido consiguió el número 7 respaldado con la composición instrumental "Profunda en el Blues" en la cara B.
En 1953  el disco de Les Paul y Mary Ford fue incluido en el Grammy Salón de Fama.

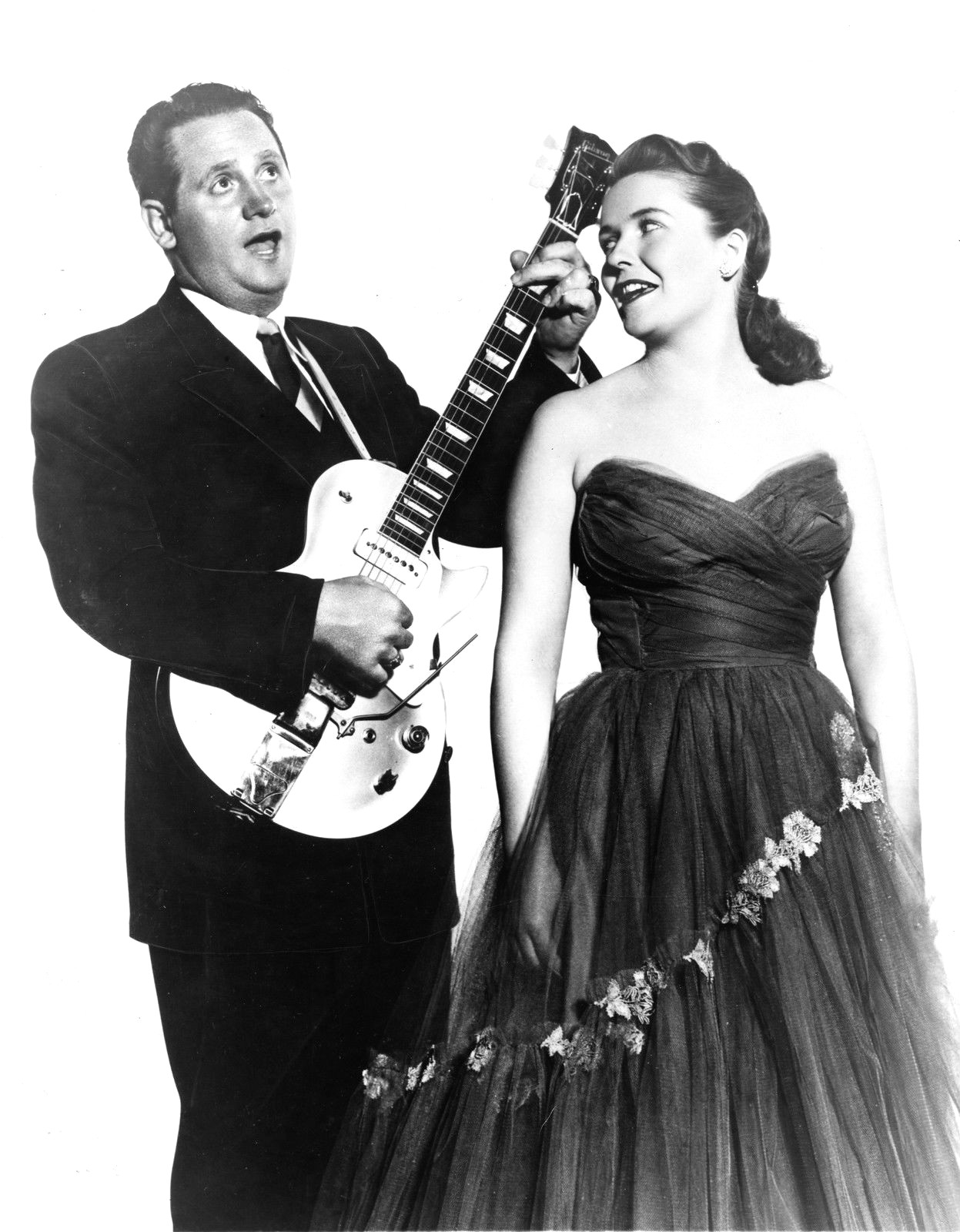
Les Paul y Mary Ford en 1954

La canción ha sido grabada por: Nat King Cole y Julio Iglesias, entre otros cantantes